# Львівська ратуша
Льві́вська ра́туша — адміністративний будинок у центральній частині Львова, на площі Ринок, 1. Ратуша протягом всього часу свого існування була місцем перебування центральної міської влади Львова. Сьогодні є резиденцією Львівської міської ради. Пам'ятка архітектури національного значення, що належить до Світової спадщини ЮНЕСКО. Сучасна вежа львівської ратуші має висоту 65 метрів, є найвищою в Україні.

## Історія

### Початки, стара ратуша
Історик початку XX століття Францішек Яворський стверджує, що за княжих часів у Львові ратуші не було, хоч магдебурзьке право до певної міри впроваджено вже тоді. Наріжний камінь, на його думку, мав бути закладений Казимиром ІІІ після підтвердження надання магдебурзького права (1356), разом із передислокацією міського центру та фундацією майбутнього латинського катедрального собору. Однак сам Яворський звертав увагу, що жодних документальних згадок про це немає. Версія також не узгоджується з найновішими уявленнями про початки середмістя та собору. Згідно з ними середмістя розплановано ще у другій половині XIII століття. У свою чергу собор, імовірно, був закладений уже після смерті Казимира III, у 1380-х рр.
За історіографічною традицією будівництво першої, ймовірно дерев'яної, ратуші завершив князь Володислав Опольський, який у 1372–1378 рр. керував Галичиною як васал угорського короля з титулом володаря Русі. Першу згадку про ратушу подав Бартоломей Зиморович в описі пожежі 1381 року, коли та дощенту згоріла. Але 1382 року ратуша знову згадується як така, що вже існує. Ранні згадки про неї дуже скупі. Виглядає, що за укладом ратуша була типова, близька до таких, що будувались у німецьких містах, заснованих на магдебурзькому праві. Складалася з торговельної зали та зали засідань. 1387 року магістрат заборонив торгувати вином будь-де, окрім пивниць ратуші, з чого зрозуміло, що існували пивниці, які здавались в оренду. Ратушева вежа, напевне, була дерев'яною, оскільки є записи про неодноразові видатки на матеріал і теслярські роботи при ній. Від 1404 року походить перша згадка про годинник. 1414 року для потреб торгівців рибою поблизу створено ставок, на якому збудовано кам'яний міст. 1425 року зафіксовано видатки на встановлення поруч прангера (ганебного стовпа).
Протягом століть змінювалися і розширювалися всі частини ратуші. Під кінець XV століття прийнято рішення розширити ратушу. Було розібрано західну частину будівлі з вежею, а 10 серпня 1489 року відбулось урочисте закладення наріжного каменя за участі королевича Яна Ольбрахта. Характер видатків говорить про те, що нова споруда була доволі монументальна. Спорудженням вежі займався будівничий Ганс Штехер, який керував колективом із 17 челядників. Був залучений також тесля Капінос. Більшість робіт завершено до 1491 року, але остаточно будівлю викінчено лише у 1504 році, коли було встановлено новий годинник.
1527 року під час великої пожежі Львова ратуша не згоріла до тла, але сильно постраждала. 1532 року семеро мулярів під керівництвом майстра Опреліча розпочали відновлювальні роботи. Тоді ж зроблено новий черепичний дах. У 1539–1540 роках майстер-будівничий Лука на чолі колективу з 7 товаришів, 2 учнів і 16 робітників проводив ремонт ратушевої вежі. У 1557 році встановлено циферблат, який виконав і розписав львівський живописець Августин. 1571 року ратуша пережила ще одну пожежу.
1617 року Мартин Кампіан переконав міську раду збудувати нову вежу. Власним коштом оплатив матеріали та працю будівничих. Використовував також кошти королівської каси, засадничо призначені для забезпечення обороноздатності міста. У 1619 році будівництво нової 8-кутної вежі було завершено, оздоблено скульптурою Андреаса Бемера та Бернарда Дікембоша. З вежі виголосили хвалу Кампіану. Вцілілі після падіння у 1826 році фрагменти скульптур, герби правдоподібно, роботи Бемера, перебували в музеї Любомирських у Львові

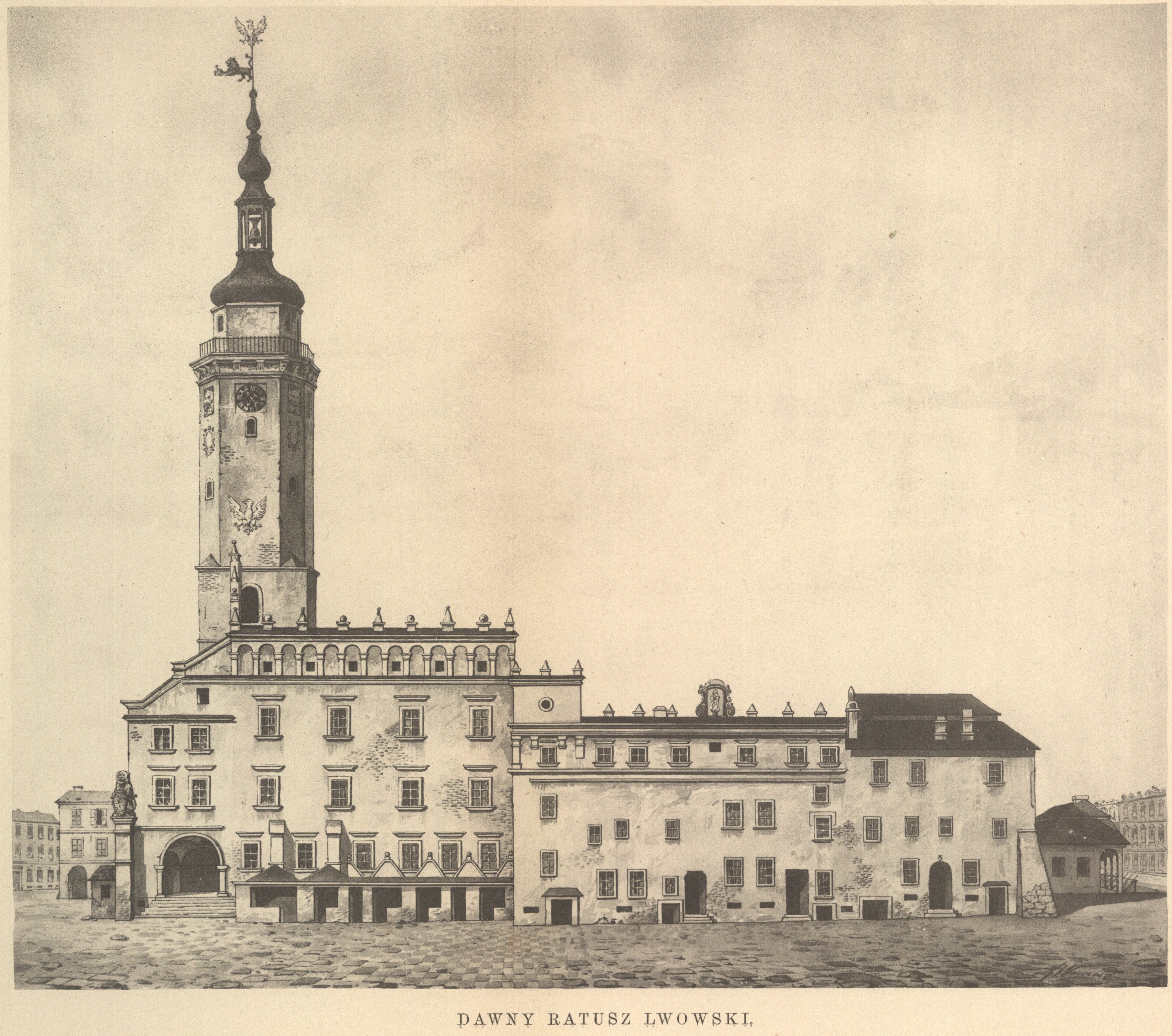
Ратуша перед 1826 роком. Малюнок Єжи Глоговського

|  | На початку XIX ст. стара ратуша складалася з кількох будинків, фронтом обернених до полудня. Середній будинок був найстарший, своїми основами сягав до початків міста; направо і наліво були пізніші прибудови. Головний вхід був у лівім крилі. Вели до нього широкі сходи і півкругла брама, оперта на сталевих стовпах; за нею був передсінок і сіни, з яких ішли кам'яні сходи на поверхи. Найвеличавішою залою будинку була кімната «панів», або «консулярна». Тут збиралася міська Рада. До ради належали найбагатші міщани, «патриціят» міста, самі католики, німці й поляки. Вони правили містом без огляду на опір біднішого населення. Ставропігійське братство від імені української громади довгі роки вело процес з містом, щоби українців допущено до ради. Наприкінці 1745 року процес закінчився щасливо, до міської ради увійшов перший українець — Георгій Коцій. Радна кімната славилася багатством. Тут були: дорога збірка східних килимів, дорогоцінні свічники, годинники, образи, карти частин світу, великий герб Львова та інше. Рада приймала тут гостей і посольства. Побували тут також посли Богдана Хмельницького: 1648 року Захарій Хмельницький — свояк гетьмана, 1655 року — Павло Тетеря та Лесницький. Побіч радної кімнати була скарбівниця, де переховувано привілеї міста і різні дорогоцінності — міські та приватних осіб. На поверсі над радною залою була зала лавничого суду, де висів старовинний образ «страшного суду». Дальше містилися кімнати різних міських канцелярій. Окремо була кімната колегії «40-ка мужів», яка постала 1577 року. До неї належали представники ремісництва, біднішого міщанства, також і делегати «руської нації» (українців). Українські представники не раз у гірких словах картали міську раду за її самолюбство і несправедливість супроти бідного населення. |

За ратушевим будинком стояла стара вежа заввишки 58 м. Вона до четвертого поверху була чотиристінною, вище — восьмистінною; її верх покривала баня, крита бляхою, зі стрімкою вежечкою. На верху вежі був польський герб і під ним гербовий лев, що зберігся дотепер. У 1672 році під час сильної бурі лев упав з вежі, це вважали лихим знаком для міста — того року прийшла на місто турецька облога.
Ратуша — свідок багатьох історичних подій. 1564 року тут був страчений молдавський господар Штефан VII Томша, в 1578 році — провідник козацько-селянського повстання Іван Підкова.
Стіни ратуші наприкінці 1780-х були напівзруйновані. 1790-го місто закупило одну з 12-ти будівель з північної сторони ратуші для заміни старих її приміщень новими, більш просторими. На початку ХІХ століття було розроблено проєкт, за яким всі частини ратуші, крім вежі, мали бути знесені. Ослаблення підмурівка вежі ратуші призвело до її руйнації 14 липня 1826 року: поздовжня 4-гранна частина «пополудні зарисувалася» (тобто «почала тріщати», чи гойдатися), о чверть на 7-му завалилася, розвалившись на два боки. Загинули трубач, 2 жовніри, кілька робітників.

### Нова ратуша

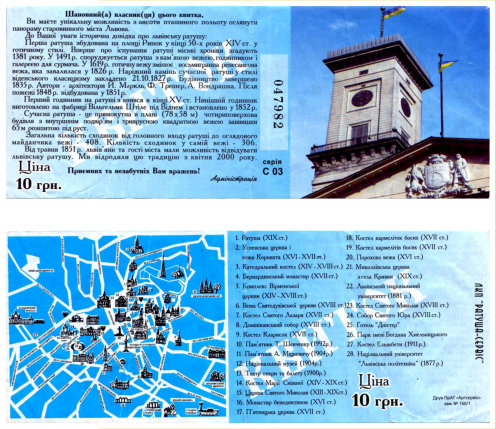
Квиток на відвідування оглядового майданчика львівської ратуші

Наріжний камінь було закладено 21 жовтня 1827 року. Урочистість розпочав перемишльський єпископ Ян Антоні де Поточкі службою у Латинській катедрі. Після цього перед спеціально влаштованим вівтарем на місці майбутнього будівництва архієпископ львівський Анджей Анквіч у присутності губернатора Августа фон Лобковіца, бургомістра Яна Гомме і великої кількості львів'ян провів службу і освятив камінь, у який було поміщено капсулу з пам'ятним актом і тогочасними монетами. Закладення відбулось у західній стороні майбутньої будівлі. Історик Францішек Яворський стверджує, що будівництво тривало у 1827–1835 роках за спільним проєктом Франца Трешера і Йозефа Маркля, затвердженим у Відні. Існує однак версія Франца Чішки про будівництво ратуші Марклем спільно з Йосифом Вондрашкою під керівництвом Єжи Глоговського у 1828–1835 роках. Цій версії надає перевагу також Тадеуш Маньковський. Тривалий час неможливо було закласти фундаменти північного крила, оскільки не були врегульовані питання із власниками деяких середринкових кам'яниць, останню з яких було знесено лише 1832 року. Ратуша виконана з цегли, чотириповерхова, квадратна в плані, із внутрішнім двориком. Над ратушею підноситься вежа з годинником. Вартість будівництва — 800000 золотих ринських.
Архітектура нової ратуші критично оцінювалась сучасниками. Пізніше, на початку XX ст. Францішек Яворський називав її бридкою і порівнював вежу з комином. Значно краще про ратушу відгукнувся український мистецтвознавець Дмитро Степовик. Стриманий декор він вважає оптимальним, таким що не нівелює краси цінних навколишніх пам'яток, а масивна брила будівлі на його думку «організовує увесь майдан». Інший мистецтвознавець, Володимир Овсійчук, загалом підтримує ці погляди, однак окреслює характер споруди, як «холодну казенщину».
1837 року до будівлі перенесли кабінети обох сенатів магістрату, всі його управління.[джерело?] Того ж року на першому поверсі північного крила відбулась перша у Львові художня виставка. Зранку 2 листопада 1848 року під час революційних подій у Львові центр міста був обстріляний австрійською артилерією й ратуша була сильно ушкоджена пожежею. Провалився купол вежі і тим самим знищив годинник і дзвони. Втрачено 25 барельєфів-арабесок Йоана Шімзера, які від 1847 року тимчасово зберігались на стриху і призначались для південного фасаду. У 1851 році будинок був відремонтовано за проєктом Йогана Зальцмана (серед фахівців, які працювали над відбудовою, був також Альфред Боярський-Чарнота (Alfred Bojarski Czarnota)). Купольне завершення замінили на зубчасте. Будівництво провадили Вільгельм Шмід, Вінцент Равський-старший і Йозеф Франц. 1852 року на вежі встановили нові годинники.
Наприкінці XIX — початку XX ст. було створено низку проєктів перебудови ратуші. Але жоден з них не був реалізований. У 1928–1929 роках архітектори Вітольд Равський та Рудольф Мартуля реконструювали інтер'єри у стилі конструктивізму. Перекриття головної зали було замінене на нове залізобетонне. Равський розробив нові рокайльні розписи зали замість старих сецесійних. Створив ескізи нових левів при вході, які не було реалізовано.
Під час Листопадового чину сотник Дмитро Вітовський вручив стрільцю Степану Паньківському (з ним були також стрільці Микола Коник, Лев Ґец, Зенон Русин та Микола Пачовський) український національний прапор, який пошила дружина директора «Народної Торгівлі» Марія Лазарко і принесла до штабу Військового Комітету, і дав наказ закріпити його на шпилі міської ратуші, який було виконано.

### Після 1939 року

Меморіальна таблиця на честь першотравневої демонстрації 1890 року

З 1939 року в будинку міститься Львівська міська рада.
Влітку 1944 року УПА та Армія Крайова намагалися взяти місто під свій контроль, зокрема, на ратуші перед приходом «совітів» висів прапор Польщі. 1970 року (за іншими даними 1977) на фасаді встановлено меморіальну таблицю на честь першої маївки у Львові 1890 року. Скульптор Микола Посікіра. Відлито з бронзи на Львівській експериментальній кераміко-скульптурній фабриці.
До 27 річниці Незалежності України в серпні 2018р. було проведено роботи щодо архітектурного освітлення Ратуші компаніями "Світ Безпеки та Комфорту" та "ЛіхтФорум".

## Годинник ратуші
Найперші відомості про годинник на ратуші (перший міський годинник Львова) датуються 1404 роком. Під час перебудови ратуші і вежі в 1491 році на вежі розмістили годинниковий дзвін вагою 1,1 тони, який виготовив ливарник Валентин Фельтен. За допомогою цього дзвону вручну відбивали години аж доки монах Григорій (лат. Gregorius monachus) не зробив нового автоматичного годинника, який сам відбивав години і був встановлений на вежі у 1504 році. Оздобленням годинника займався маляр Ян, за що отримав 4 червоних золотих. Про цей годинник згадує в своїх працях Зиморович.
При пожежі 1527 року, коли горіло все місто, годинник вцілів, але, як і вежа, потребував ремонту. Ці роботи виконав майстер Лукаш. Через 20 років було проведено черговий ремонт годинника, під час якого оновлено линви, повішено нові кам'яні гирі і т. д. Столяр Шимон виготовив нові стрілки і циферблат. 1557 року каменяр Павло виготовив для годинника на ратуші чотири циферблати й оздобив їх різьбою з янгольськими голівками, а художник Августин представив на посрібленому циферблаті рух сонця і місяця. Тоді ж годинник оснастили додатковим дзвоном для відбивання чвертей.

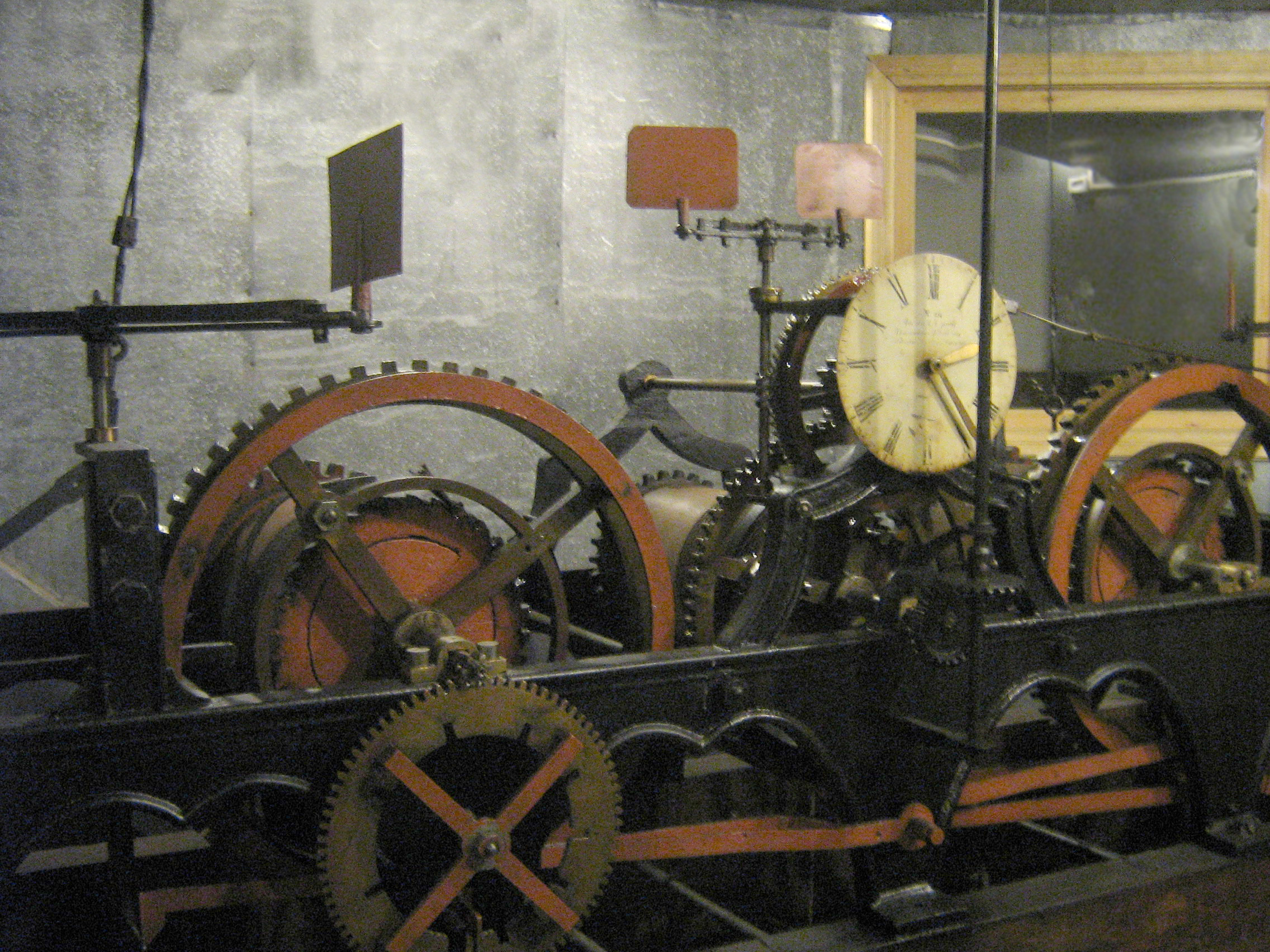
Механізм годинника львівської ратуші

1571 року ратуша і годинниковий механізм знову постраждали від пожежі. Годинникар з Перемишля Бальтазар Словік встановив, що старий годинник взагалі не придатний до використання, через що він був демонтований, а на його місце тимчасово встановлено годинник з Галицької брами. Для виготовлення нового годинника зі Слеська запросили майстра Мельхіора Тиля. Робота над новим годинником тривала два роки і у 1574 році він був встановлений на вежі. Відновлення коштувало 220 австрійських форинтів і фінансувалося з казни міста. Згодом повісили дзвін, що відбивав кожні 15 хвилин, великий залізний хрест для стрілок, нові гирі, дві линви довжиною по 36 сажнів, які регулярно змащувалися лоєм і жиром, а також встановили нові циферблати з позолотою. Саме цьому годиннику присвятив Себастіян Кленович кілька рядків у своїй «Роксоланії»:
|  | Там тихоплинні години рахує годинник на вежі, В стуках постійних його зміни у часі звучать. Важіль годинника крутить усі коліщата зубчасті Й точно вимірює він час, що тікає кудись. Вуха ласкає годинник своїм передзвоном подвійним, Всяк раз нагадує нам: часу частинка пройшла, Наче говорить, що втрачений час повернути не можна, Й завжди повчає, що він — річ дорога для усіх. |

1619 року бургомістр Львова М. Кампіан перебудував готичну ратушу відповідно до ренесансної моди. Тоді на вежу потрапили два середньовічні дзвони. У 1721 році було куплено новий годинниковий механізм, котрий замінили у 1788 році годинником, придбаним з розформованого костелу отців-єзуїтів. Годинник і дзвони розбилися 14 липня 1826 року — тоді завалилася стара ратуша.
1836 року на новозбудованій вежі встановили годинник, виготовлений у Віденському Політехнічному Інституті. Слідкував за годинником професор Штемпфер. Однак функціонував новий годинник лише 11 років — до 1848 року, коли під час артилерійського обстрілу австрійськими військами Львова годинник разом з вежею ратуші згорів. Після відбудови вежі 1851 року був встановлений новий годинник, теж віденського виробництва, виготовлений відомою австрійською фірмою «Wilgelm Stiehl», який працює дотепер. Це — один з останніх механічних вежових годинників у Європі. Механізм годинника знаходиться на висоті 75 метрів, від четвертого поверху ратуші до кабіни, де він міститься, — 255 сходинок, а загалом до оглядового майданчика на вершечку ратуші, під самими дзвонами, — 364 сходинки. Важить годинник 2,5 тонни, діаметр циферблату — 2,7 метра, довжина великої стрілки близько 2,15 метра (вага 15 кілограмів), а малої — 1,7 метра.
Менший дзвін годинника відлито в майстерні Яна Бельмана у Львові 1835 року. Саме за його голосом львів'яни мали рівно о 23-й годині гасити світло, більший годинниковий дзвін відлив 1849 року віденський майстер Гільцер. На ньому латиною написано: «Люди добрі, не проспіть царство Боже». Він важить 700 кілограмів і є унікальним за своїми складовими. У ньому по 280 кілограмів срібла та міді та 140 кілограмів чавунного сплаву. Саме йому приписують магічні можливості виконувати бажання, тому всі, хто про це знає, неодмінно видряпуються ще пару метрів, аби доторкнутися до його чарівного металу.
Однією з найвідоміших легенд, пов'язаних із львівським «Біг Беном», є історія монаха Григорія. У 1348 році Львівська ратуша горіла. При пожежі годинник зазнав чималих пошкоджень. Якимось дивом вцілів секундний механізм — серце годинникового механізму (відтоді не бачив ні ремонту, ні реставрації). Але «мовчали» дзвони. Адже вщент були розбиті шестерні, як, приводять їх у дію. Реставрація тривала два роки. У той час в ратуші жив монах Георгій, який кожні 15 хвилин дзвонив у дзвони. Ні жителі міста, ні навіть адміністрація міської ради не знали про існування таємничого монаха. Коли шестерні відновили, монах виявився непотрібним. Коли він пішов прощатися з механізмом, його серце не витримало і він помер. Відтоді з'явилася легенда про труну з чорним монахом, яка нібито о дванадцятій годині ночі літає по ратуші.
З життям львівських годинникарів пов'язані ще деякі цікаві історії. Так до XVI століття годинниками, як правило, опікувались монахи. Однією з причин було те, щоб не дозволити «нечистій силі» оселитись у складному годинниковому механізмі. Вважалось, що годинник, яким опікується «божа людина», ніколи не введе в оману.
Донедавна, до 2000 року, до годинника пересічних громадян не допускали — ратушеву вежу вважали стратегічним об'єктом. Зараз вхід у ратушу вільний, на її вежі розташований платний оглядовий майданчик, з якого відкривається вигляд на місто.

## Львівський сурмач
У XV—XX сторіччях на вежі ратуші ніс службу ратушний сурмач. Він мав цілодобово пильнувати за безпекою міста, сповіщати сигналом точний час, у святкові дні грати урочисту музику, а в разі наступу ворога чи пожежі бити на сполох.
Традицію гри на сурмі на львівській ратуші відродили у 2011 році.
Зараз в дворику львівської ратуші під звуки сурмача відбуваються різноманітні заходи - наприклад, тут продають антикваріат.

## Галерея

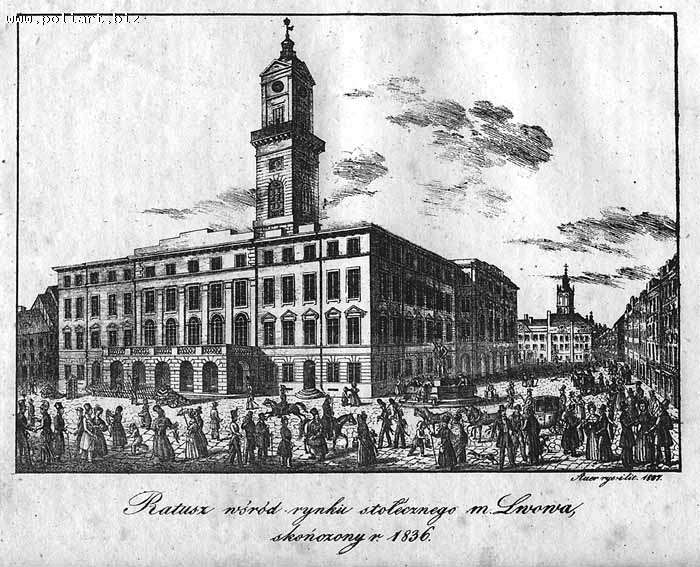
Ауер Кароль, Ратуша, 1836 р.
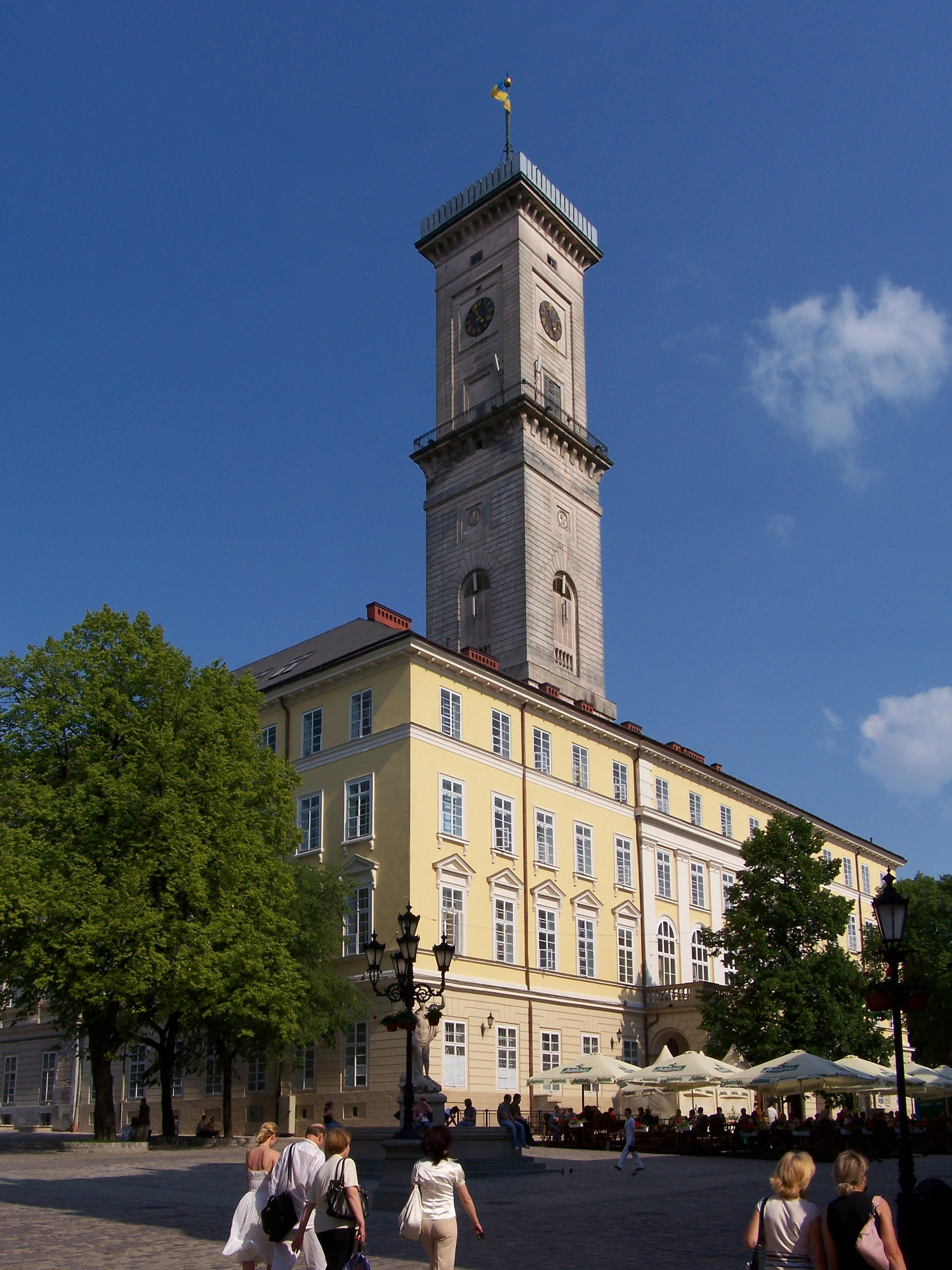
Ратуша
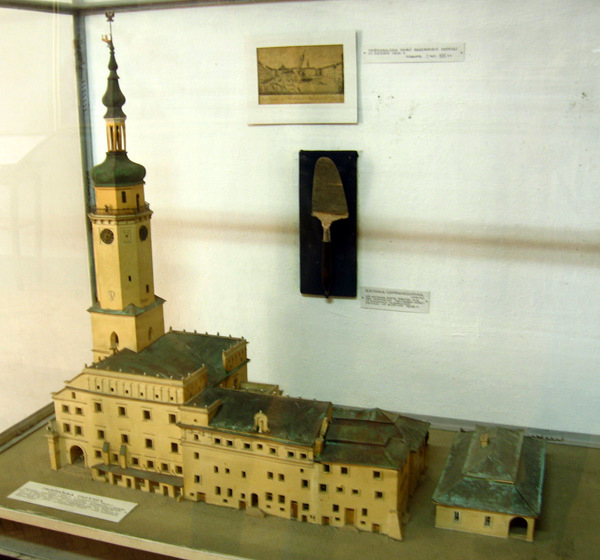
Макет-реконструкція зовнішнього вигляду ратуші за первісним проєктом 1827 р.
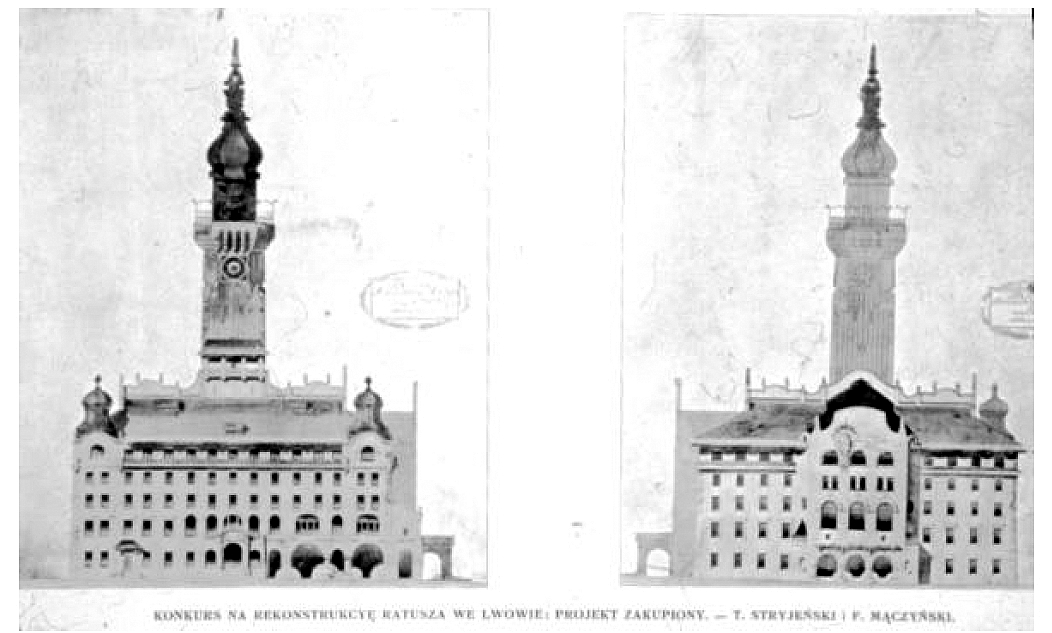
Нереалізований проєкт реконструкції ратуши 1907 авторства Франциска Мончинського і Тадеуша Стриєнського
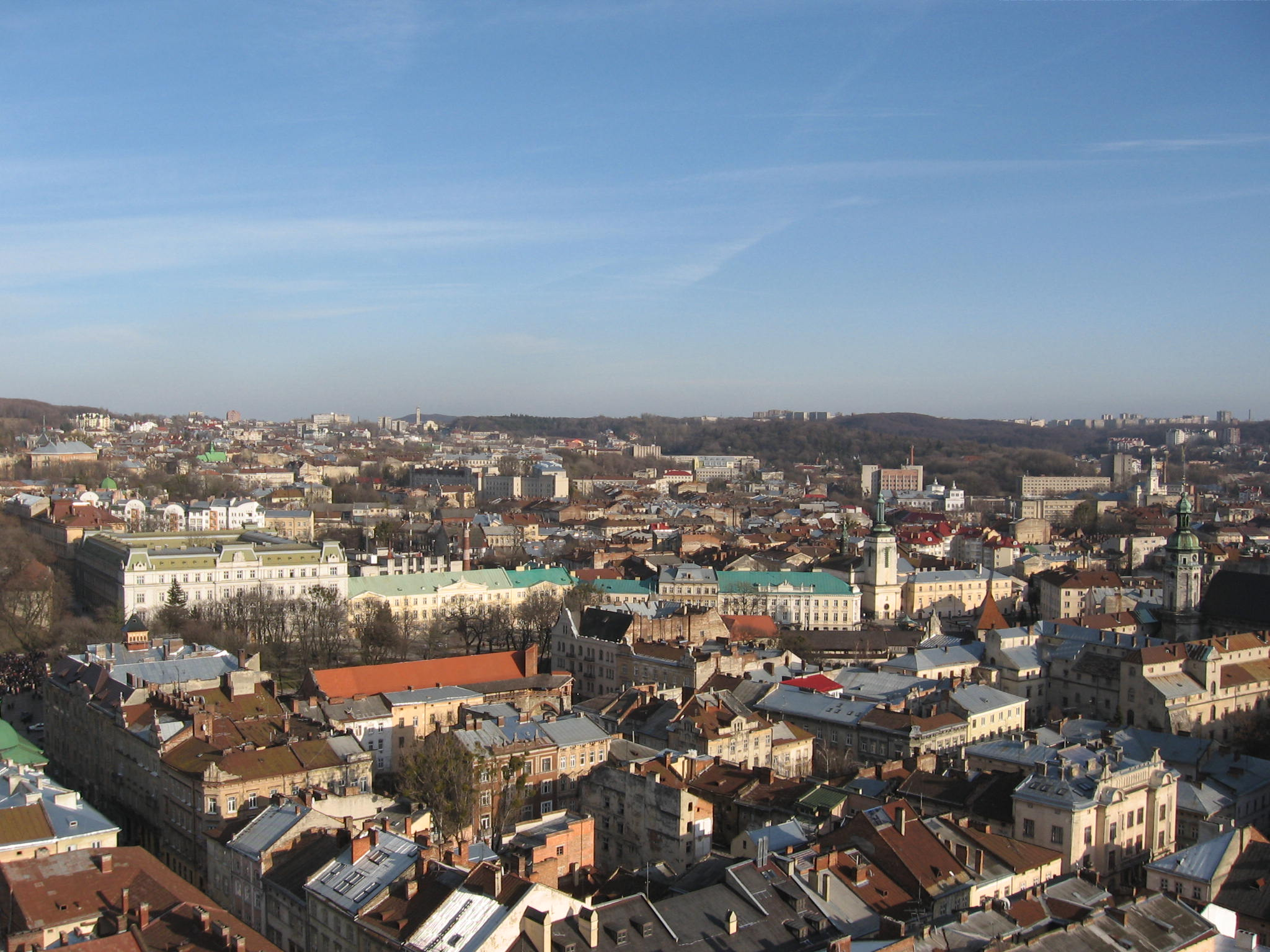
Вигляд з оглядового майданчика ратуші на східну частину Львова
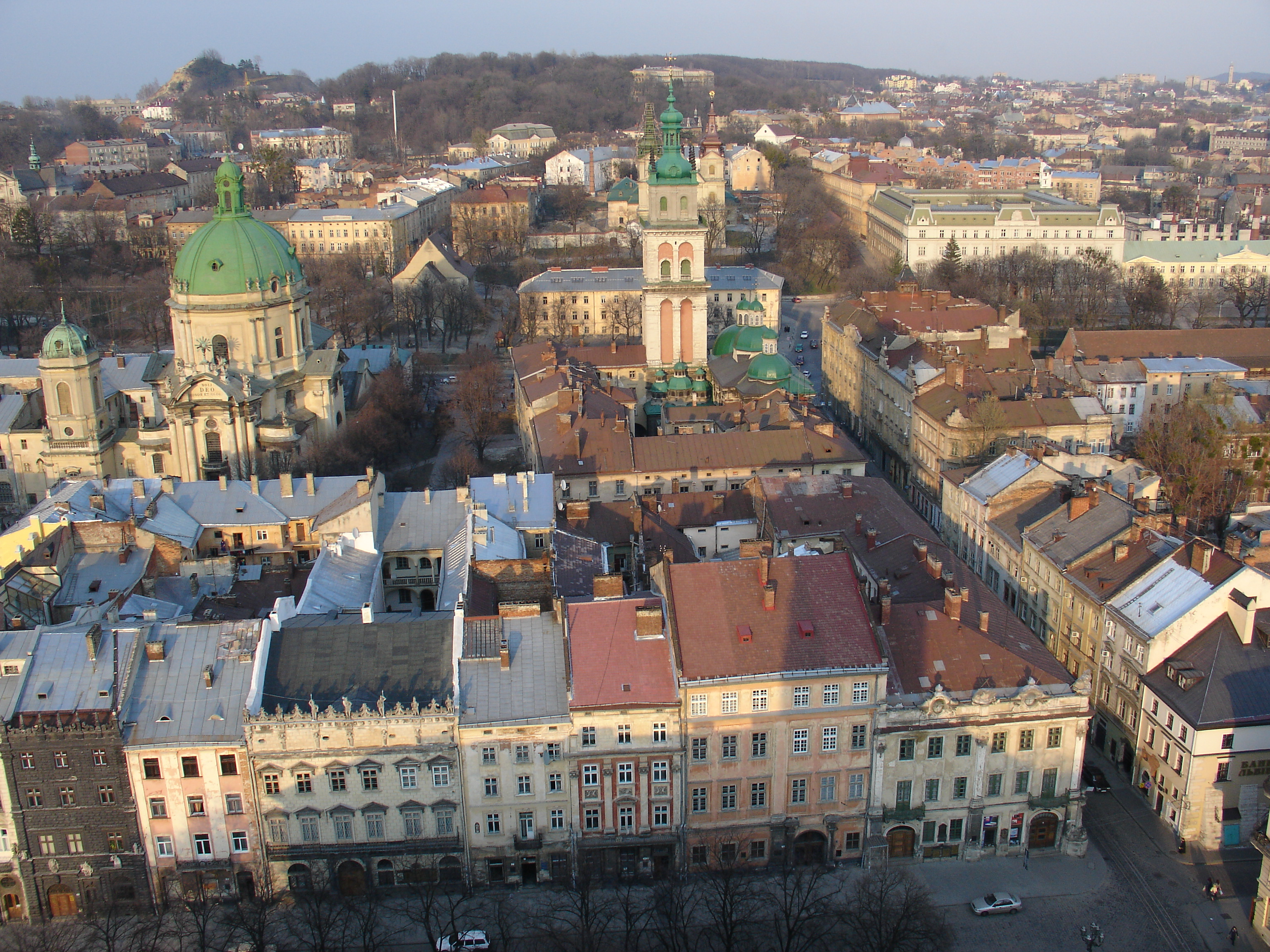
Вигляд з вежі ратуші на власну тінь
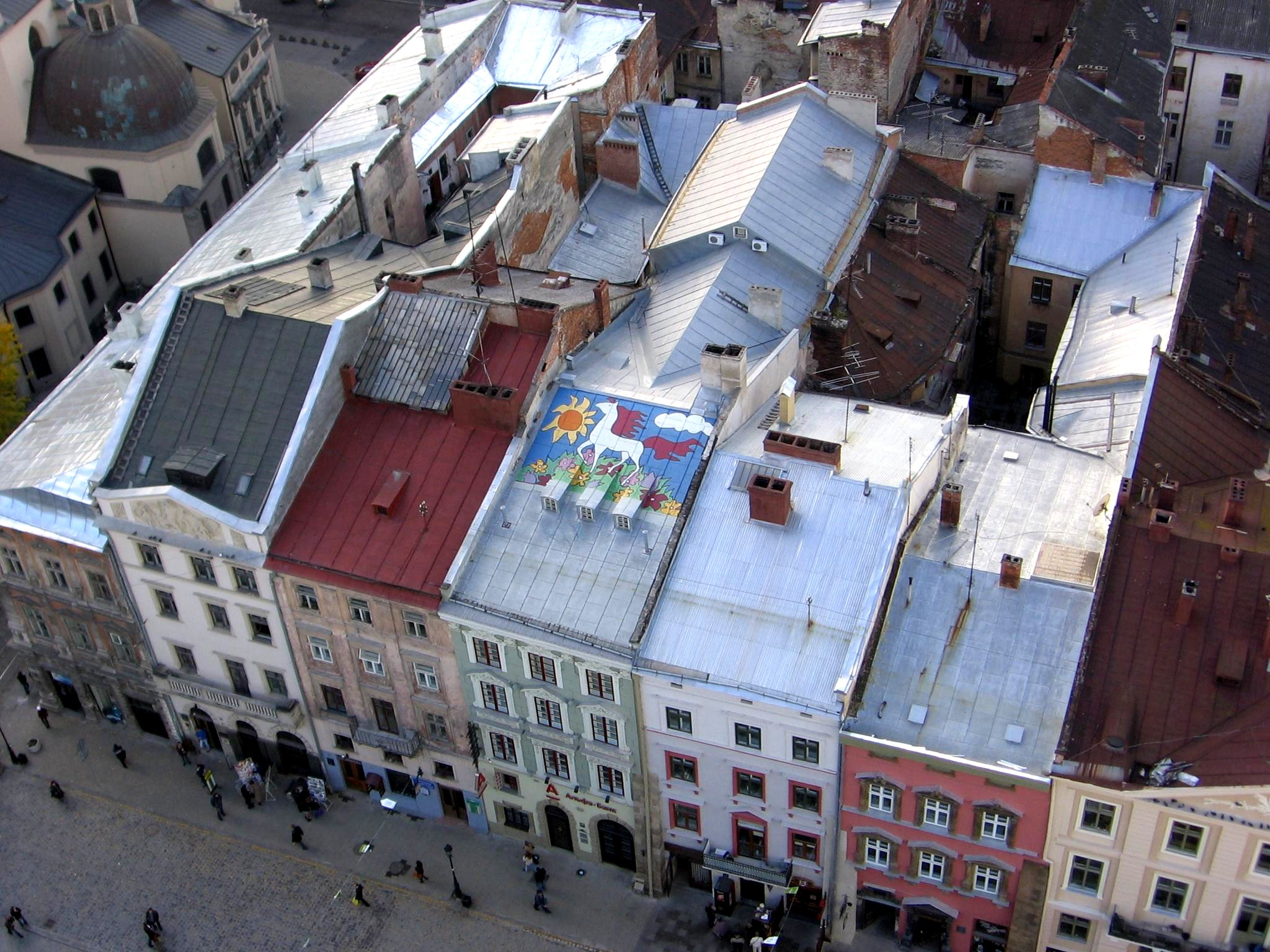
Вигляд з вежі ратуші на західну частину площі Ринок
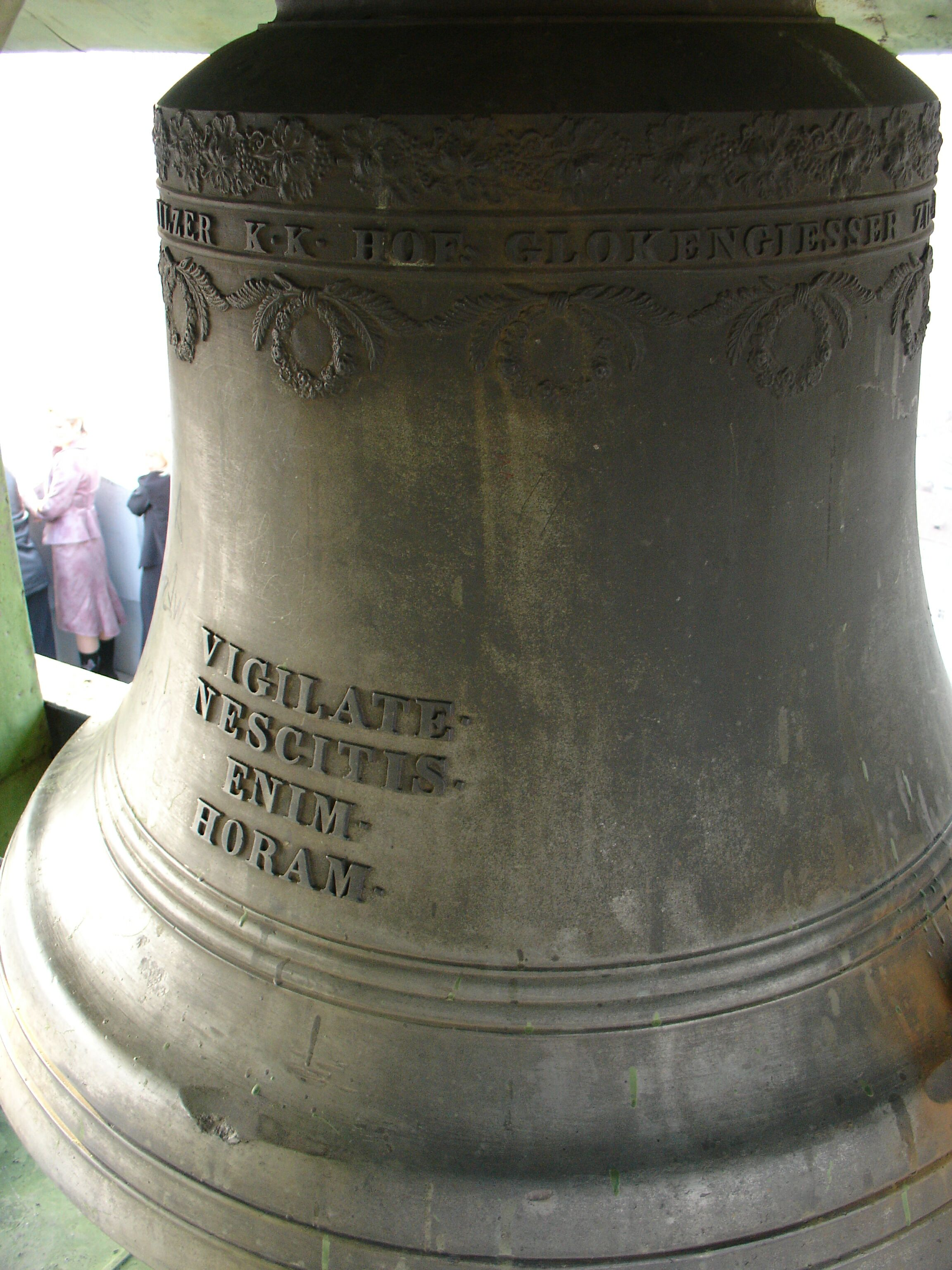
Дзвін на ратуші — головний дзвін Львова. На дзвоні написано латиною: «Пильнуйте, бо не знаєте часу» (цитата з Євангеліє від Матвія 24:42)
Вітраж у Львівській ратуші
Великий герб Львова на фронтоні головного фасаду
Меморіальна таблиця воїнам українських армій